# Livido/Livido (Instrumental Version)
Livido/Livido (Instrumental Version) è un singolo di Heather Parisi, pubblicato nel 1989.
Scritto da Claudio Zuccaroli, Massimo Zuccaroli e Fabio Sinigaglia, era la sigla del varietà televisivo di Canale 5 Finalmente venerdì del 1989, programma che vide il debutto della soubrette sulle reti Fininvest nell'inedita veste di attrice brillante ed intrattenitrice a tutto tondo al fianco di Johnny Dorelli..
Il disco si posizionò al quarantottesimo posto dei singoli più venduti..
Il lato B del disco contiene la versione strumentale.

## Tracce
Lato A
1. Livido – 3:39 (Claudio Zuccaroli-Massimo Zuccaroli-Fabio Sinigaglia)

Durata totale: 3:39
Lato B
1. Livido (Instrumental Version) – 3:50 (Claudio Zuccaroli-Massimo Zuccaroli-Fabio Sinigaglia)

Durata totale: 3:50